# Cap Saint-André (Madagascar)
Pour les articles homonymes, voir Cap Saint-André.
Le cap Saint-André, ou tanjona Vilanandro en malgache, est un cap du nord-ouest de Madagascar, île et État du sud-ouest de l'océan Indien. Pointé sur le canal du Mozambique, il est situé au sud-ouest de Mahajanga.